# ティティーラ山
ティティーラ山（ティティーラさん、ロシア語: Титила）とは、ユーラシア大陸東端部のカムチャツカ半島に位置する、スレジンヌイ山脈を構成する活火山の1つである（ここ2000年以上噴火は起きていない）。

## 概要
ティティーラ山の山頂の標高は、約1559メートルである。この山は、おおよそ北緯57度40分、東経160度10分付近に位置しており、この場所はロシア連邦のカムチャツカ地方に属している。この付近は環太平洋造山帯の一部に当たり、活火山が多いことで知られている。そして、この山もまた活火山であり、楯状火山として形成されたとされている。ただし、カムチャツカ半島に存在する火山の多くは、もっと太平洋プレートが沈み込んでいる場所の近くに列を成している並んでいるのに対して、このティティーラ山を含めたスレジンヌイ山脈に存在する火山は、比較的、このプレート境界から離れた場所に存在している。2013年現在、ティティーラ山の噴火で確認されているのは紀元前550年頃の1回だけであり、以降の噴火は確認されていない。

## 付近の火山
付近に存在する、同じスレジンヌイ山脈に属する火山としては、北緯57度33分、東経160度20分付近に位置している成層火山のゴールヌィー・インスチトゥート山が挙げられる。もっと太平洋プレートとの境界に近い地域と比べると活火山の数が少ないとは言え、ゴールヌィー・インスチトゥート山が存在するスレジンヌイ山脈には、幾つも火山が見られる。そして、ティティーラ山とゴールヌィー・インスチトゥート山の周辺には、Sedanka lava fieldと呼ばれる溶岩が広がった跡が存在している。この他にも、例えば北緯57度10分、東経160度付近に位置する、楯状火山のケベニー山がある。